# Кубок фінської ліги з футболу
Кубок фінської ліги з футболу (фін. Liigacup) — друге за значимістю кубкове футбольне змагання у Фінляндії. Турнір був вперше проведений у 1994 році.

## Формат турніру
У кубку фінської ліги беруть участь лише клуби Вейккаусліги. Кубок складається з двох етапів. На груповому етапі команди розділені на групи, де вони зустрічаються між собою по одному разу. Переможці яких виходять у плей-оф. Починаючи з 2016 року, найкраща команда від кожної групи виходить у фінал, де вони і визначають переможця. Фінал складається з одного матчу.

## Перемоги за клубами
| Клуб                     | Переможець                             | Фіналіст                   |
| ------------------------ | -------------------------------------- | -------------------------- |
| ГІК                      | 6 (1994, 1996, 1997, 1998, 2015, 2023) | 4 (1995, 2009, 2012, 2025) |
| Лахті                    | 3 (2007, 2013, 2016)                   | 2 (2004, 2005)             |
| Інтер (Турку)            | 3 (2008, 2024, 2025)                   | 2 (2007, 2022)             |
| Гонка                    | 3 (2010, 2011, 2022)                   | -                          |
| Ваасан Паллосеура        | 2 (1999, 2000)                         | 2 (1997, 2014)             |
| Вантаан Алліансі         | 2 (2004, 2005)                         | -                          |
| КуПС                     | 1 (2006)                               | 1 (2024)                   |
| Сейняйоен Ялкапаллокерго | 1 (2014)                               | 1 (2016)                   |
| Тампере Юнайтед          | 1 (2009)                               | 1 (2011)                   |
| ТПС                      | 1 (2012)                               | 1 (2008)                   |
| Гака                     | 1 (1995)                               | -                          |
| Ювяскюля                 | -                                      | 2 (2010, 2013)             |
| РоПС                     | -                                      | 2 (1996, 2015)             |
| Джазз                    | -                                      | 1                          |
| Яро                      | -                                      | 1                          |
| КТП                      | -                                      | 1 (1999)                   |
| Йокеріт                  | -                                      | 1 (2000)                   |
| КооТееПее                | -                                      | 1 (2006)                   |
| АС Оулу                  | -                                      | 1 (2023)                   |